# Kendall Blanton
(en) Statistiques sur pro-football-reference
Kendall Blenton, né le 10 novembre 1995 à Blue Springs au Missouri, est un joueur américain de football américain qui évolue au poste de tight end. Il joue pour la franchise des Rams de Los Angeles dans la National Football League (NFL). 
Son père Jerry est un linebacker qui a joué dans la NFL pour les Chiefs de Kansas City pendant 7 saisons. Il gagne le Super Bowl LVI avec les Rams.

## Biographie

### Carrière universitaire
Étudiant à l'université du Missouri, il joue cinq saisons avec les Tigers, de 2014 à 2018.

### Carrière professionnelle
Non sélectionné lors de la draft 2019 de la NFL, il signe un contrat en tant qu'agent libre le 29 avril 2019 avec les Rams de Los Angeles. 
En vue du Super Bowl LVI, il est titularisé pour ce match en remplacement de Tyler Higbee, blessé. Il remporte le Super Bowl avec les Rams contre les Bengals de Cincinnati au score de 23 à 20.

## Vie privée
Son père, Jerry, a joué avec les Chiefs de Kansas City au poste de linebacker pendant 7 saisons.